# Banyeres del Penedès
Banyeres del Penedès è un comune spagnolo di 1 736 abitanti situato nella comunità autonoma della Catalogna.